# Сладоєвці
Сладоєвці (хорв. Sladojevci) — населений пункт у Хорватії, в Вировитицько-Подравській жупанії у складі міста Слатина.

## Населення
Населення за даними перепису 2011 року становило 730 осіб.
Динаміка чисельності населення поселення:

## Клімат
Середня річна температура становить 11,39 °C, середня максимальна – 25,59 °C, а середня мінімальна – -5,20 °C. Середня річна кількість опадів – 758 мм.
| Клімат поселення                              | Клімат поселення | Клімат поселення | Клімат поселення | Клімат поселення | Клімат поселення | Клімат поселення | Клімат поселення | Клімат поселення | Клімат поселення | Клімат поселення | Клімат поселення | Клімат поселення | Клімат поселення |
| Показник                                      | Січ.             | Лют.             | Бер.             | Квіт.            | Трав.            | Черв.            | Лип.             | Серп.            | Вер.             | Жовт.            | Лист.            | Груд.            |                  |
| Середній максимум, °C                         | 6,22             | 8,06             | 12,62            | 17,17            | 22,56            | 25,59            | 25,16            | 24,58            | 20,19            | 15,04            | 9,41             | 5,13             |                  |
| Середня температура, °C                       | 0,51             | 2,36             | 6,92             | 11,46            | 16,86            | 19,89            | 21,70            | 21,11            | 16,74            | 11,57            | 5,92             | 1,67             |                  |
| Середній мінімум, °C                          | −5,2             | −3,37            | 1,21             | 5,75             | 11,14            | 14,17            | 18,24            | 17,65            | 13,27            | 8,10             | 2,47             | −1,81            |                  |
| Норма опадів, мм                              | 46               | 41               | 46               | 60               | 74               | 91               | 70               | 74               | 61               | 65               | 74               | 56               |                  |
| Середньомісячна швидкість вітру, м/с          | 2.20             | 2.41             | 2.72             | 2.61             | 2.38             | 2.20             | 2.10             | 1.90             | 1.92             | 2.00             | 2.12             | 2.21             |                  |
| Середньомісячна сонячна радіація, кДж/м²·день | 4108             | 6878             | 10786            | 15222            | 19281            | 21451            | 22279            | 19819            | 14707            | 9049             | 4664             | 3449             |                  |
| --------------------------------------------- | ---------------- | ---------------- | ---------------- | ---------------- | ---------------- | ---------------- | ---------------- | ---------------- | ---------------- | ---------------- | ---------------- | ---------------- | ---------------- |
| Джерело:                                      |                  |                  |                  |                  |                  |                  |                  |                  |                  |                  |                  |                  |                  |